# Wenzel Weigel
Wenzel Weigel (* 6. November 1888 in Tschentschitz bei Podersam; † 2. April 1979 in Regensburg) war ein deutscher Professor für Philosophie und Mitglied des Bayerischen Landtages.

## Leben
Weigel wurde 1888 als Sohn des Landwirts Heinrich Weigel und dessen Frau Theresia geboren. Nach Abschluss des humanistischen Gymnasiums in Prag-Smíchow studierte er ab 1911 an der Karls-Universität in Prag. Zu seinen Professoren gehörte Albert Einstein. Am 10. Juli 1920 promovierte er bei Hirsch zum Dr. phil. 1922 wechselte er an das Psychologische Institut der Neuen Universität Hamburg. Dort war er Lehrbeauftragter für Psychologie und Pädagogik. 1927 kehrte er als Lehrer an die Universität Prag zurück. 1933 war er Mitbegründer und stellvertretender wissenschaftlicher Direktor der Deutschen Pädagogischen Hochschule in Prag. 1938 erhielt er die Professur. Nach der Vertreibung 1945 ließ er sich in Viehhausen nieder und trat der CSU bei. In der zweiten Wahlperiode wurde Weigel Mitglied des Bayerischen Landtages.